# Helmut Knorr
Helmut Knorr (* 1917 in Berlin; † 1985 in Berschis) war ein deutsch-schweizerischer Grafiker, Autor, Filmemacher und Kunstmaler. Er arbeitete als Grafiker, Illustrator, Karikaturist, Jugendbuchautor und später als Fernseh- und Radiojournalist. Ausserdem schrieb er Artikel für die Zeitschrift Schweizer Jugend.

## Leben
Der Schweizer Jugendbuchautor und spätere Radio- und Fernsehjournalist lebte in der Zeit nach dem Zweiten Weltkrieg in Davos, Mühlehorn und Berschis und bereiste in den 1950er-Jahren viele Länder Afrikas. Aus seinen Tagebüchern und Zeichnungen entstanden illustrierte Reiseberichte, die als Bücher und Jugendbücher erschienen. Später moderierte er regelmäßig Sendungen über Afrika am Deutschen Fernsehen.

## Bücher
- Abessinische Impressionen. Erlebt und gezeichnet von Helmut Knorr, nacherzählt von Peter Hall. Zürich, 1950: Werner Classen Verlag.
- Meine Abenteuer in Abessinien. Solothurn, 1951: Schweizer Jugend-Verlag.[6]
- Quer durch die Sahara. Solothurn, 1952: Schweizer Jugend-Verlag. (Algier-Douala, 1. Band)[7]
- Durch Steppe und Urwald. Solothurn, 1952: Schweizer Jugend-Verlag. (Algier-Douala, 2. Band)[8]
- Unterwegs in Afrika. Zürich, Stuttgart, 1954: Artemis-Verlag.
- Safari am Nil. Solothurn, 1956: Schweizer Jugend-Verlag.
- Alipa der Kotoko-Fischer. Stuttgart, 1960: Herold.

Außerdem illustrierte Knorr Bücher anderer Autoren.

## Fernsehen
- Wiedersehen mit Afrika (Serie im Deutschen Fernsehen, 1959–1961)[5]